# Janusz Walczuk (album)
Janusz Walczuk – debiutancki album studyjny polskiego rapera Janusza Walczuka. Wydawnictwo ukazało się 30 kwietnia 2021 roku nakładem wytwórni muzycznej SBM Label. Album znalazł się na 1. miejscu polskiej listy sprzedaży – OLiS, a w grudniu 2023 uzyskał certyfikat złotej płyty.

## Lista utworów
Opracowano na podstawie materiału źródłowego.
1. „Cześć, jestem Jaś”
2. „Tak mi ucieka czas”
3. „Janusz Walczuk”
4. „22”
5. „Łakomy kąsek”
6. „Zobacz”
7. „Mdk”
8. „Offside”
9. „Muszę o siebie dbać”
10. „Amsterdam” (gościnnie: Young Igi)
11. „Nie wiem jak” (gościnnie: Young Leosia)
12. „Cały czas coś”
13. „Adios” (gościnnie: Białas)
14. „Wracam na Żoliborz”

## Pozycja na liście sprzedaży
| Kraj   | Lista         | Najwyższa pozycja |
| ------ | ------------- | ----------------- |
| Polska | OLiS – albumy | 1                 |